# 第42回ベルリン国際映画祭
第42回ベルリン国際映画祭は1992年2月13日から24日まで開催された。

## 概要
1992年のベルリン国際映画祭のコンペティション部門には25本の長編映画と5本の短編映画が出品された。アメリカ映画が7本と多く選ばれ、その中からローレンス・カスダンの『わが街』が金熊賞を受賞した。

## 受賞
- 金熊賞：『わが街』(ローレンス・カスダン)
- 銀熊賞
  - 審査員特別賞：『Edes Emma, drága Böbe』 (イシュトヴァン・サボー)
  - 監督賞：ヤン・トロエル (『Il Capitano』)
  - 男優賞：アーミン・ミューラー＝スタール (『マイセン幻影』)
  - 女優賞：マギー・チャン (『ロアン・リンユィ 阮玲玉』)
  - 芸術貢献賞：ピラール・ミロ (『Beltenebros』)

## 上映作品

### コンペティション部門
長編映画のみ記載。アルファベット順。邦題がついていない場合は原題の下に英題。
| 題名 原題                                                       | 監督                           | 製作国                               |
| --------------------------------------------------------------- | ------------------------------ | ------------------------------------ |
| Beltenebros (Prince of Shadows)                                 | ピラール・ミロ                 | スペイン オランダ                    |
| バグジー Bugsy                                                  | バリー・レヴィンソン           | アメリカ合衆国                       |
| ケープ・フィアー Cape Fear                                      | マーティン・スコセッシ         | アメリカ合衆国                       |
| 冬物語 Conte d'hiver                                            | エリック・ロメール             | フランス                             |
| Céline                                                          | ジャン＝クロード・ブリソー     | フランス                             |
| 愛と死の間で Dead Again                                         | ケネス・ブラナー               | アメリカ合衆国                       |
| Der Brocken (Rising to the Bait)                                | ヴァディム・グロウナ           | ドイツ                               |
| El llarg hivern (The Long Winter)                               | ハイメ・カミーノ               | スペイン フランス                    |
| ガス・フード・ロジング Gas, Food Lodging                        | アリソン・アンダース           | アメリカ合衆国                       |
| わが街 Grand Canyon                                             | ローレンス・カスダン           | アメリカ合衆国                       |
| Gudrun                                                          | ハンス・W・ガイセンデルファー  | ドイツ                               |
| ひかりごけ                                                      | 熊井啓                         | 日本                                 |
| Il Capitano                                                     | ヤン・トロエル                 | スウェーデン フィンランド ドイツ     |
| Infinitas                                                       | Marlen Chuziev                 | ロシア                               |
| La Frontera (The Frontier)                                      | リカルド・ラライン             | スペイン チリ                        |
| ライト・スリーパー Light Sleeper                                | ポール・シュレイダー           | アメリカ合衆国                       |
| 裸のランチ Naked Lunch                                          | デヴィッド・クローネンバーグ   | カナダ イギリス 日本                 |
| Rcheyli (The Beloved)                                           | Mikheil Kalatozishvili         | ソビエト連邦                         |
| Rien que des mensonges (Nothing But Lies)                       | ポール・ミュレ                 | スイス フランス                      |
| 映写技師は見ていた Ближний круг                                 | アンドレイ・コンチャロフスキー | アメリカ合衆国 ソビエト連邦 イタリア |
| 我が家の最後の日々 The Last Days Of Chez Nous                   | ジリアン・アームストロング     | オーストラリア                       |
| めぐり逢う朝 Tous les matins du monde                           | アラン・コルノー               | フランス                             |
| マイセン幻影 Utz                                                | ジョルジュ・シュルイツァー     | ドイツ イタリア イギリス             |
| ロアン・リンユィ 阮玲玉 阮玲玉                                  | スタンリー・クワン             | イギリス領香港                       |
| Édes Emma, drága Böbe - vázlatok, aktok (Dear Emma, Sweet Böbe) | イシュトヴァン・サボー         | ハンガリー                           |

### コンペティション外
- ラヴィ・ド・ボエーム – アキ・カウリスマキ (フィンランド)
- エドワードII - デレク・ジャーマン (イギリス)

## 日本映画
コンペティション部門には、武田泰淳の原作を熊井啓が監督し、三國連太郎が主演した『ひかりごけ』が出品された。
他にはパノラマ部門で田代廣孝の『あふれる熱い涙』、村上龍の『トパーズ』が、フォーラム部門で木村淳の『あいつ』、坂東玉三郎の『外科室』、中江裕司、真喜屋力、當間早志のオムニバス『パイナップル・ツアーズ』、大友克洋の『ワールド・アパートメント・ホラー』が上映された。フォーラム部門では他に多くの短編映画も上映された。

## 審査員
- アニー・ジラルド (フランス/女優)
- イルディゴ・エンエディ (ハンガリー/監督)
- Eldar Schengelaja (グルジア/監督)
- ミヒャエル・ヘルホーファン (ドイツ/監督)
- シルヴィア・チャン (香港/女優)
- スザンナ・ヨーク (イギリス/女優)
- チャールズ・チャンプリン (アメリカ/批評家)
- アーヴィング・N・アイヴァーズ (カナダ/)
- ウォルフガング・クラウス (ドイツ/)
- フェルナンド・ララ (スペイン/)
- Dahlia Shapira (イスラエル/)